# Tim
Tim je moško osebno ime.

## Izvor imena
Ime Tim je izpeljanka iz imena Timotej.

## Pogostost imena
Po podatkih Statističnega urada Republike Slovenije je bilo na dan 31. decembra 2007 v Sloveniji 1.858 oseb z imenom Tim. Ime Tim je bilo po pogostosti uporabe tega dne na 114. mestu.

## Znani slovenski nosilci imena
- Tim Gajser, motokrosist
- Tim Matavž, nogometaš
- Tim-Kevin Ravnjak, deskar na snegu